# Langrickenbach
Langrickenbach ist eine politische Gemeinde und eine Ortschaft im Bezirk Kreuzlingen des Kantons Thurgau in der Schweiz.
Die 1998 gebildete Gemeinde setzt sich aus der von 1803 bis 1997 bestehenden Munizipalgemeinde Langrickenbach mit ihren Ortsgemeinden Dünnershaus, Herrenhof, Langrickenbach und Zuben sowie der vormals zur Munizipalgemeinde Illighausen gehörenden Ortsgemeinde Schönenbaumgarten zusammen.

## Geografie
Langrickenbach liegt auf dem östlichen Ausläufer des Seerückens wenig entfernt vom Bodensee an der Kreuzung der Strassen Sulgen–Altnau und Amriswil–Konstanz. Zur Ortsgemeinde Langrickenbach gehörten neben dem Dorf Langrickenbach die Weiler Belzstadel und Unter-Greut.
Die Nachbargemeinden von Langrickenbach sind im Norden Münsterlingen, im Osten Altnau, im Südosten Güttingen, im Südsüdosten Sommeri, im Süden Erlen, im Westen Birwinken und im Nordwesten Lengwil.

## Geschichte

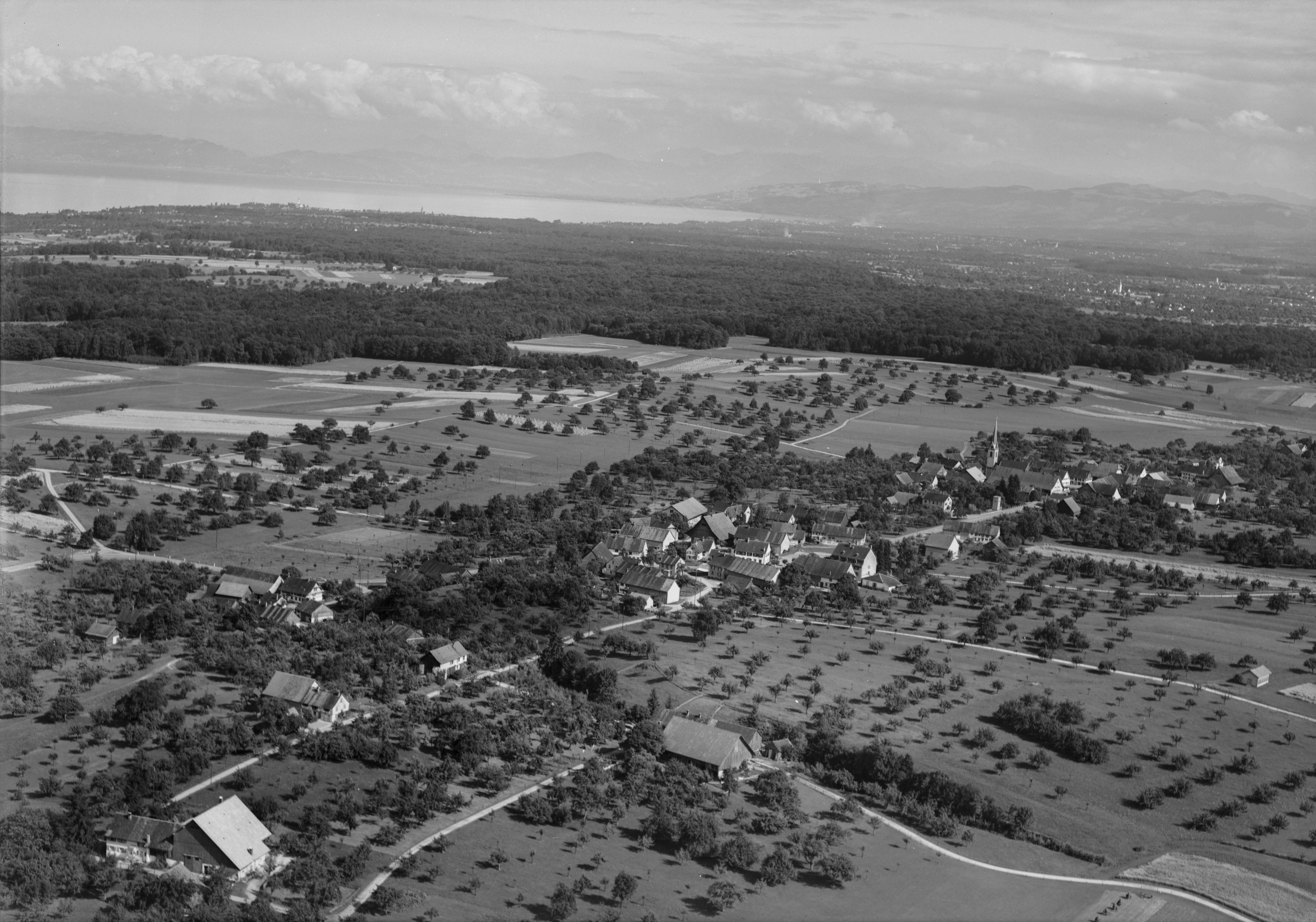
Herrenhof und rechts davon Langrickenbach mit der Kirche im Jahr 1954

Erstmals urkundlich erwähnt wird Langrickenbach im Jahr 889 als Rihchinbahc. Wahrscheinlich die älteste Siedlung auf dem heutigen Gemeindegebiet liegt im Ortsteil Dünnershaus und heisst Lenzwil und kann seit 838 schriftlich nachgewiesen werden.
Langrickenbach liegt an der Alten St. Galler Strasse, die vom Mittelalter bis ins 19. Jahrhundert als Verbindung zwischen der Bischofsstadt Konstanz und dem Kloster St. Gallen ein für die Region bedeutender Verkehrsweg war.
Langrickenbach kam mit Greut 1351 an die Herren von Helmsdorf. 1521 bis 1798 gehörte es zum Domkapitel Konstanz. Gegen niedergerichtliche Urteile musste beim Hofgericht in Konstanz appelliert werden. Belzstadel gehörte bis 1798 mehrheitlich zu Münsterlingen.
Eine Kirche wurde um 900 erstmals erwähnt. Seit der Reformation 1529 besuchen die Katholiken von Langrickenbach die Kirche Altnau.
→ siehe auch Abschnitte Geschichte in den Artikeln Dünnershaus, Herrenhof TG, Schönenbaumgarten und Zuben

## Wappen
Blasonierung: In Rot ein durchgehendes weisses Kreuz, oben zwei weisse Kronen.
Das Wappen von Langrickenbach übernimmt das Wappen des Domstifts Konstanz in vertauschten Farben und zeigt ausserdem zwei Kronen als Zeichen dafür, dass Kaiser Barbarossa bereits 1155 die Zugehörigkeit der Kirche Langrickenbach zum Domstift Konstanz bestätigte. Die Ortsgemeinde verwendete das Wappen ab 1955, die politische Gemeinde seit ihrer Bildung im Jahr 1998.

## Bevölkerung
| Hier fehlt eine Grafik, die leider im Moment aus technischen Gründen nicht angezeigt werden kann. Wir arbeiten daran! |

|                          | 1850  | 1870  | 1900  | 1950  | 1990  | 2000        | 2010         | 2018        | 2023   | Bemerkung                         |
| ------------------------ | ----- | ----- | ----- | ----- | ----- | ----------- | ------------ | ----------- | ------ | --------------------------------- |
| Politische Gemeinde      |       |       |       |       |       | 1028        | 1119         | 1295        | 1476   |                                   |
| Munizipalgemeinde        | 1178  | 1118  | 1093  | 1014  | 879   |             |              |             |        |                                   |
| Ortsgemeinde             |       | 177   |       | 154   | 153   |             |              |             |        |                                   |
| Ortschaft Langrickenbach |       |       |       |       |       | 79          | 141          | 587         | 672    | 2018/2023 mit Aussenhöfen         |
| Belzstadel               |       |       |       |       |       | 53          | 66           | 587         | 672    |                                   |
| Eggethof                 |       |       |       |       |       | 92          | 114          | 587         | 672    | bis 1997 Ortsgemeinde Dünnershaus |
| Waldhof                  |       |       |       |       |       | 50          | 42           | 587         | 672    |                                   |
| Quelle                   | [ 6 ] | [ 8 ] | [ 6 ] | [ 6 ] | [ 6 ] | [ 8 ] [ 9 ] | [ 8 ] [ 10 ] | [ 5 ] [ 8 ] | [ 11 ] |                                   |

Von den insgesamt 1476 Einwohnern der Gemeinde Langrickenbach am 31. Dezember 2023 waren 282 bzw. 19,1 % ausländische Staatsbürger. 554 (37,5 %) waren evangelisch-reformiert und 331 (22,4 %) römisch-katholisch. Die Ortschaft Langrickenbach zählte zu diesem Zeitpunkt 672 Bewohner.

## Wirtschaft
In Langrickenbach werden Acker- und Obstbau, Viehzucht und Milchwirtschaft sowie Gemischtwaren-, Holz- und Viehhandel betrieben. 1862 ist ein sogenannter Musmüller erwähnt. Kattunweberei ist 1835 bezeugt, Stickereien gab es etwa von 1880 bis 1913. Langrickenbach besitzt eine um 1900 erstmals erwähnte moderne Käserei.
Die politische Gemeinde Langrickenbach ist strukturschwach. Im Jahr 2000 arbeiteten noch knapp zwei Fünftel der Erwerbstätigen im ersten Wirtschaftssektor.
Im Jahr 2016 bot Langrickenbach 233 Personen Arbeit (umgerechnet auf Vollzeitstellen). Davon waren 47,0 % in der Land- und Forstwirtschaft, 18,7 % in Industrie, Gewerbe und Bau sowie 34,3 % im Dienstleistungssektor tätig.

## Sehenswürdigkeiten und Tourismus
Zum touristischen Angebot der Gemeinde gehört der 13 Kilometer lange Panoramaweg mit Aussicht auf den Alpstein und über den Bodensee. Das Gebiet der Gemeinde wird von dem Thurgauer Veloweg Seerücken-Route durchquert, der Konzil Radweg von St. Gallen nach Kreuzlingen orientiert sich an der Alten St. Galler Strasse (s. o.: Geschichte), verläuft aber nordöstlich am Gemeindegebiet vorbei.

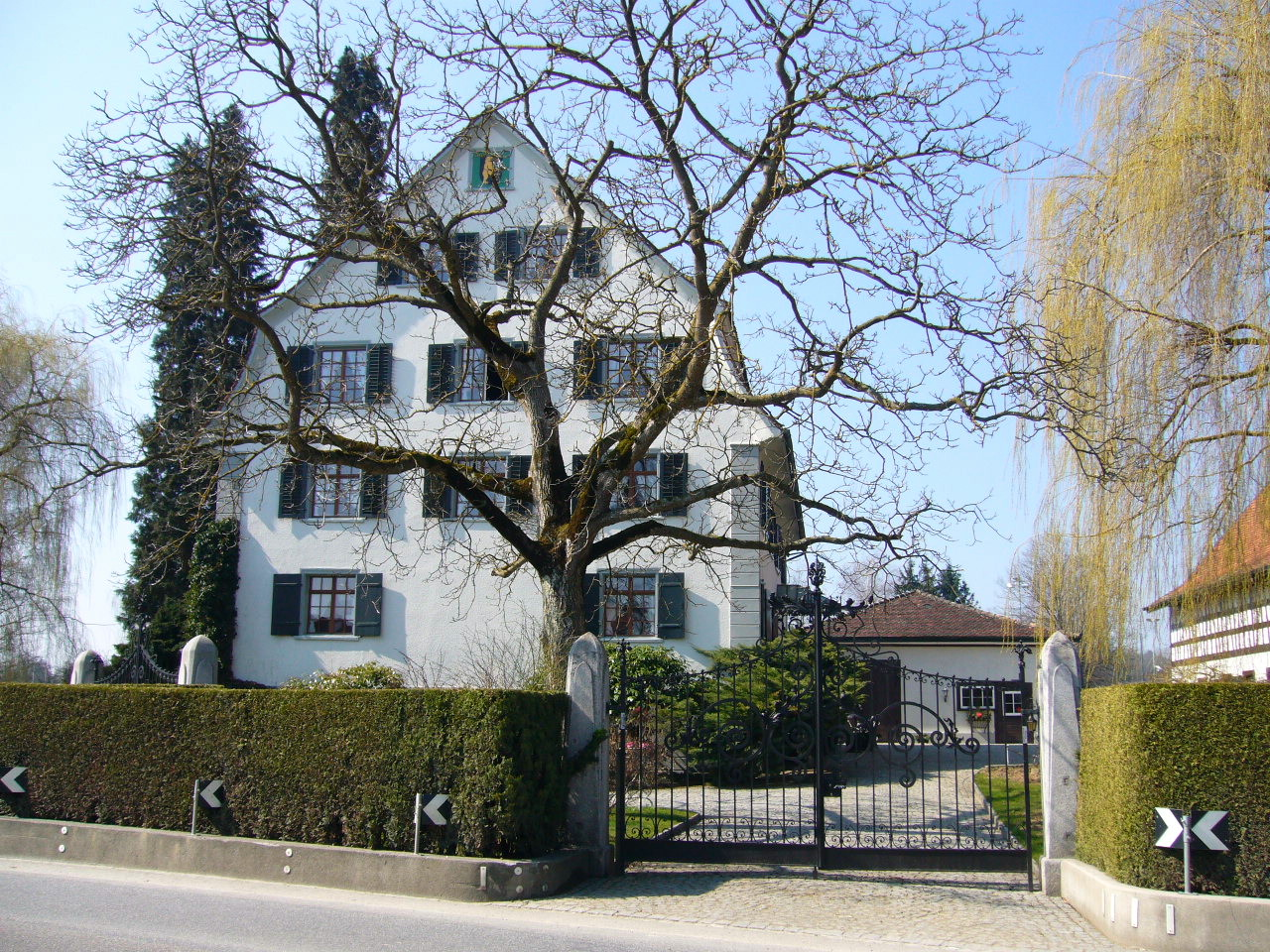
Herrenhof
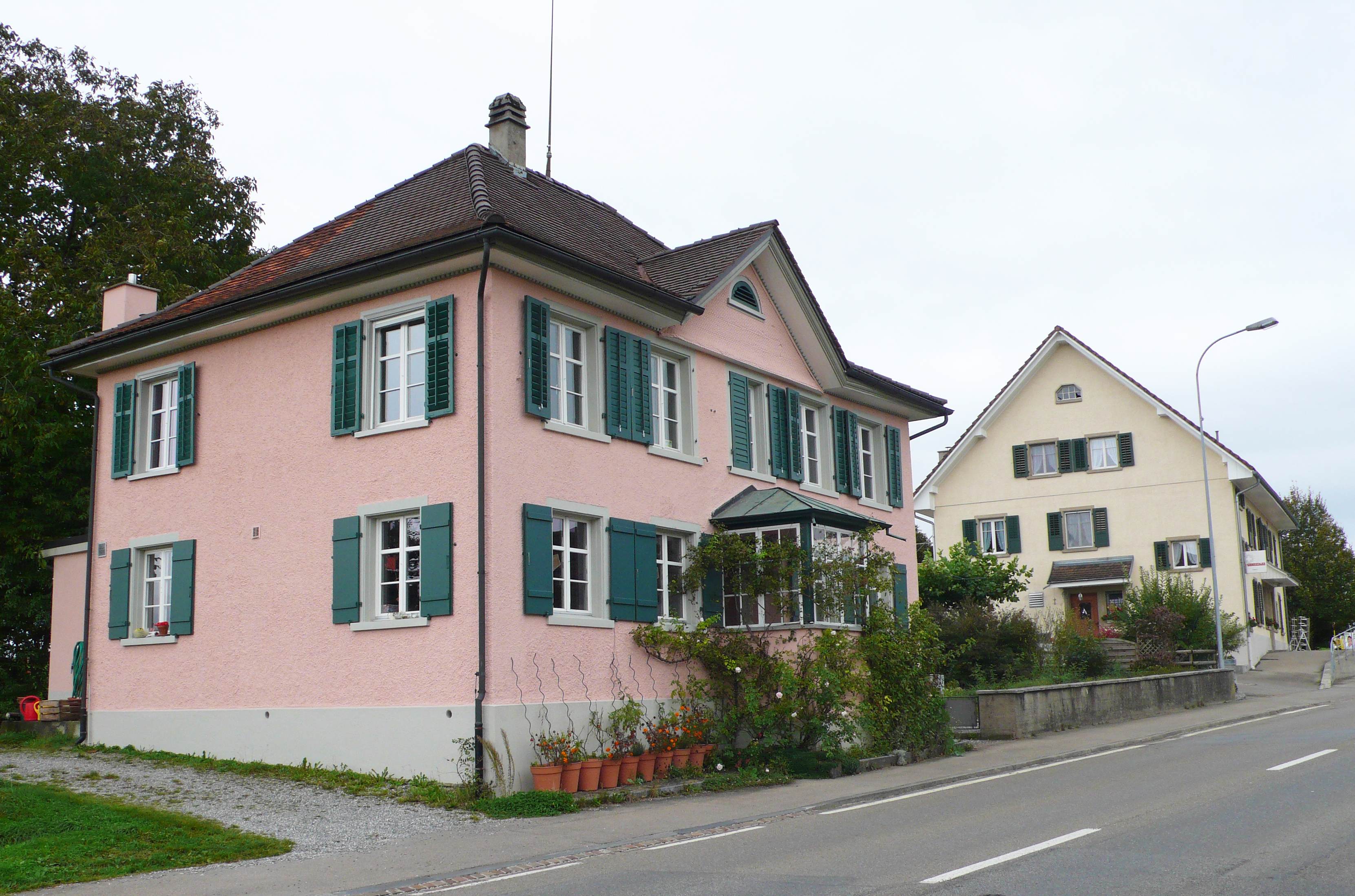
Zuben
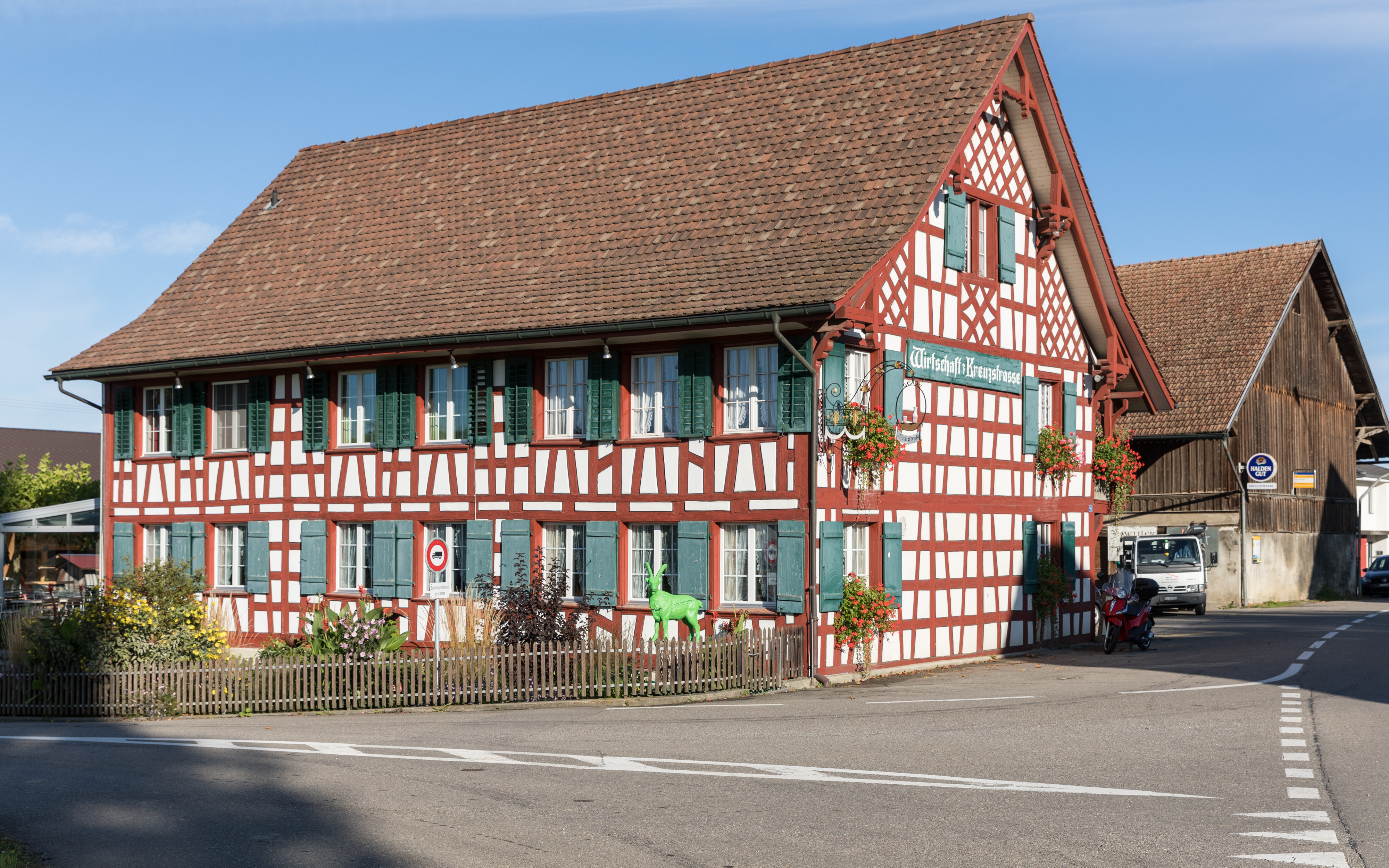
Wirtschaft Kreuzstrasse in Zuben
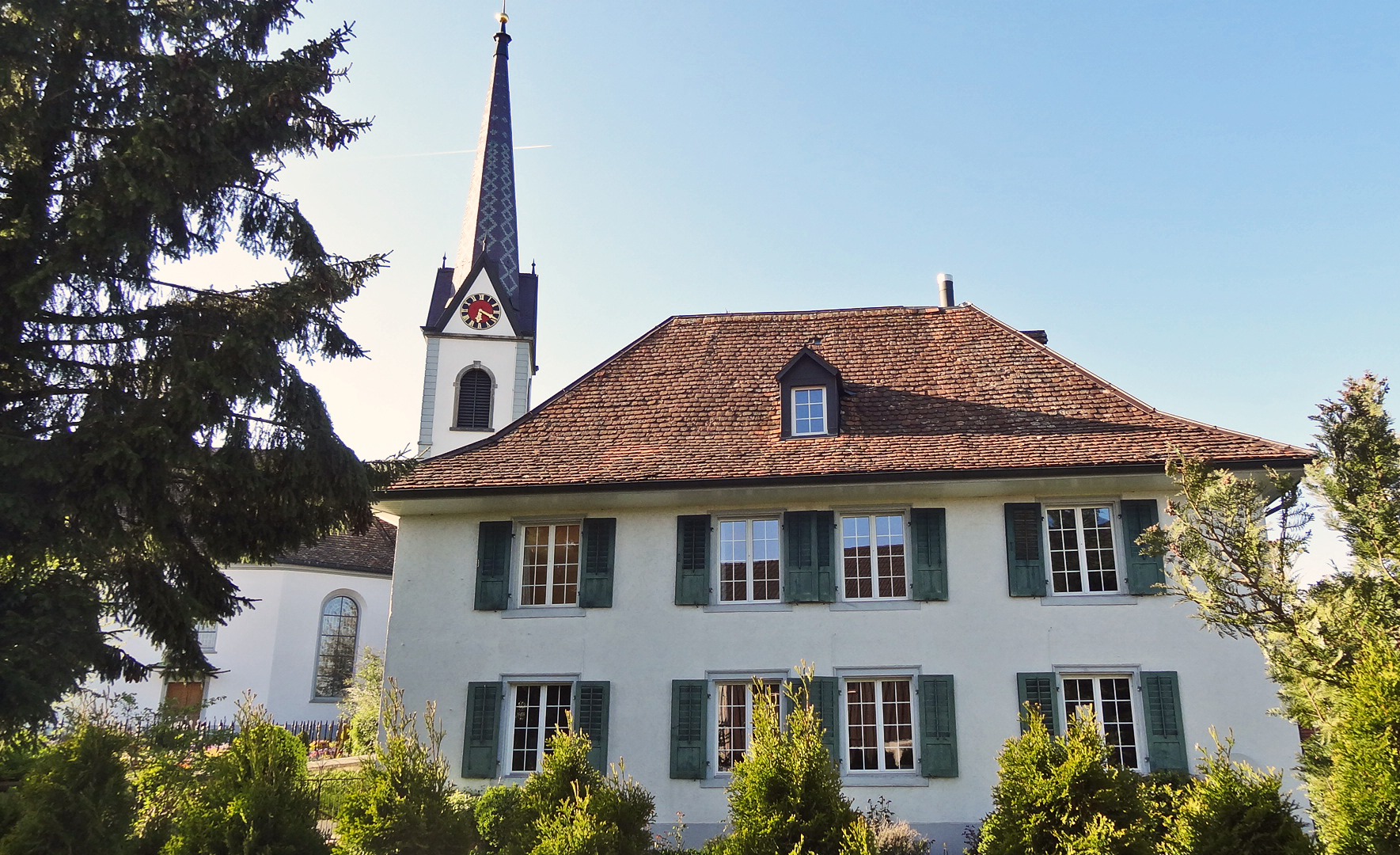
Reformierte Kirche Langrickenbach mit ehemaligem Pfarrhaus
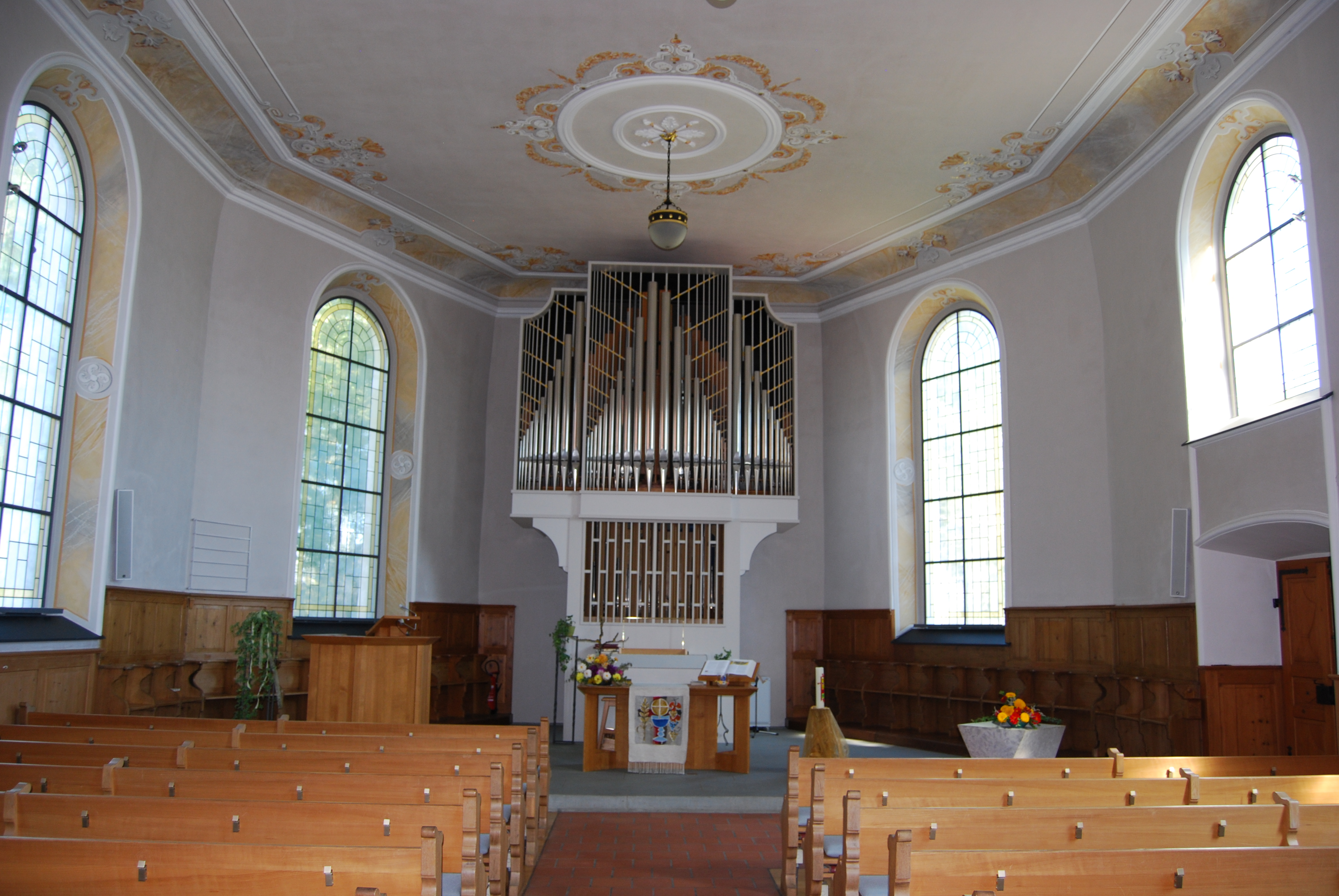
Innenansicht der Kirche